# Congreso Apostólico Mundial de la Misericordia

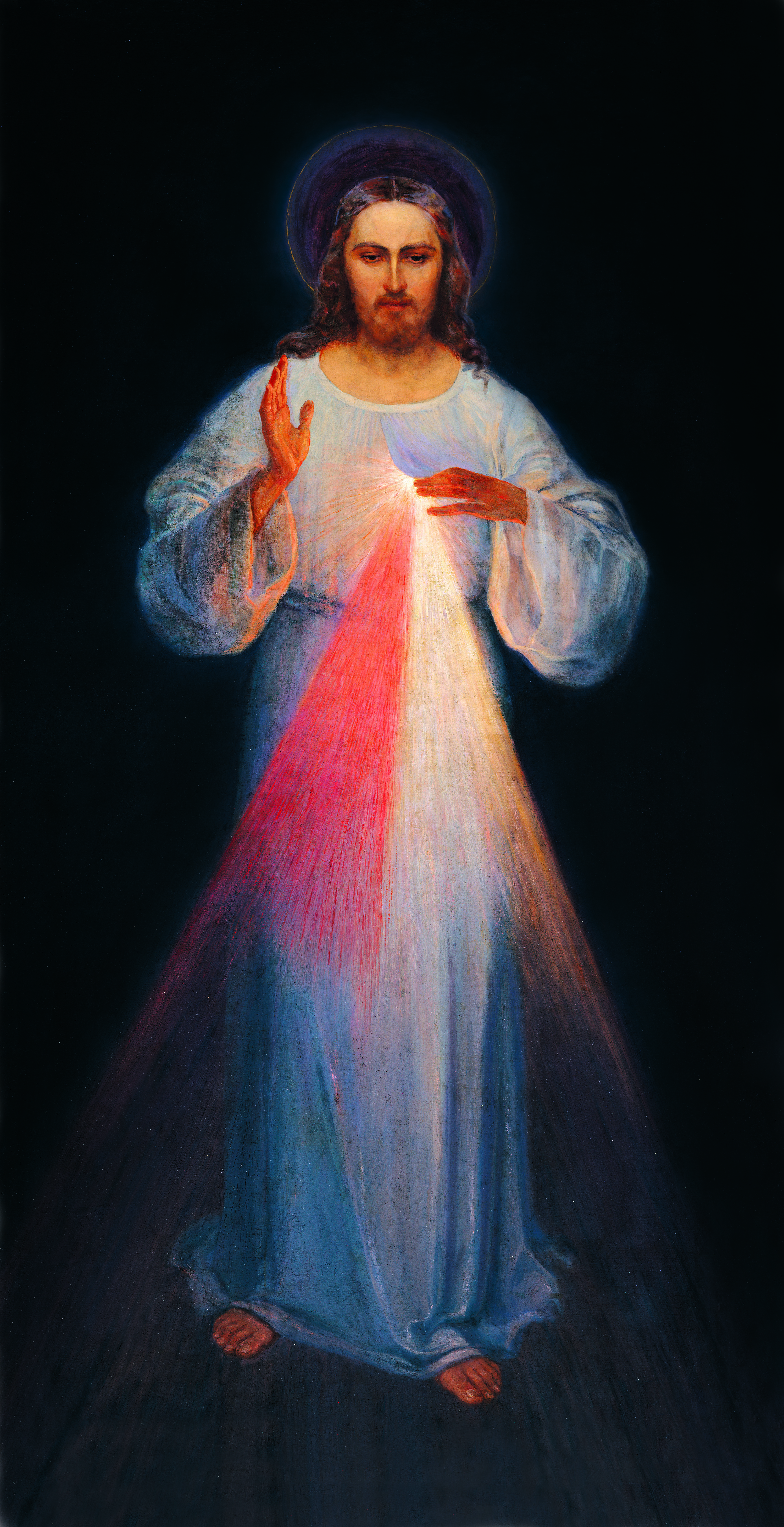
Imagen de la Divina Misericordia (Jesús, en Ti confío)

Congreso Apostólico Mundial de la Misericordia (en inglés: World Apostolic Congress on Mercy o WACOM), es un Congreso celebrado periódicamente en torno al tema de la Divina Misericordia, organizado por la Iglesia católica, a través de un Patronato de diecisiete Cardenales, cuyo presidente es el Cardenal Christoph Schönborn.
Se han celebrado dos ediciones del Congreso, la primera en Roma en 2008, la segunda en Cracovia en 2011, la tercera en Bogotá en 2014, la cuarta en Manila en 2017, y la quinta edición está programada para realizarse en Samoa en 2020.